# Фигурнов, Пётр Константинович
Пётр Константи́нович Фигурно́в (29 января 1901, Сормово, Нижегородская губерния — 6 марта 1963, Москва) — советский экономист (политэкономия), профессор (1938), доктор экономических наук (1962).

## Биография
Родился 29 январе 1901 года в Сормове.
В 1915 году начал работать токарем на Сормовском заводе.
Участник революционного движения.
В 1917 году вступил в Красную гвардию.
Участвовал в Февральской революции 1917 года.
В сентябре 1917 года вступил в РСДРП(б).
Участвовал в Октябрьской революции 1917 года.
В 1918–1922 годах участвовал в Гражданской войне.
В 1925 году окончил Ленинградскую военно-инженерную академию.
С 1925 года преподавал и занимался научной деятельностью.
В 1932 году окончил Институт красной профессуры.
С 1932 преподавал в вузах.
С 1938 года — профессор.
Во время Второй мировой войны служил в Советской армии (Политическое управление Калинского фронта; 17 зенитная артиллерийская дивизия), в звании полковника; был награждён орденами и медалями.
После войны работал в Государственном институте экономики, Институте экономики АН СССР, Академии внешней торговли.
С 1954 года в Академии общественных наук при ЦК КПСС.
В 1962 году стал доктором экономических наук.
Умер в 1963 году, похоронен в Москве на Новодевичьем кладбище (8 участок 24 ряд).
Автор трудов по политэкономии, в том числе книги «Современный капитализм» (1964).

## Семья
Жена — Ревекка Григорьевна  Фигурнова-Баренблат (урожденная: Баренблат, 1903—1992), учительница, похоронена рядом с мужем.
Сын — Сергей Петрович Фигурнов (1932–1964), экономист, кандидат экономических наук, ответственный работник аппарата ЦК КПСС, его жена — Надежда Тихоновна Фигурнова, урожденная Павлова (1933–1993), экономист, сотрудник Государственного комитета по вопросам труда и заработной платы; оба похоронены  в Москве на Новодевичьем кладбище (6 участок 3 ряд).

### Книги
- Марксистско-ленинская теория кризисов. - [Москва] : Госполитиздат, 1939 (Ленинград). - 128 с.; 23 см.
- Докапиталистические общественно-экономические формации : [Для воен.-полит. училищ] / Проф. П. К. Фигурнов, доц.-майор А. А. Корниенко ; Воен.-полит. ордена Ленина краснознам. акад. им. В. И. Ленина. - Москва : тип. ВПА, 1948. - 92 с.; 20 см.
- Марксистско-ленинская теория кризисов : Стенограмма публичной лекции, прочит. в Центр. лектории О-ва в Москве / Проф. П. К. Фигурнов ; Всесоюз. о-во по распространению полит. и науч. знаний. - Москва : [Правда], 1948 (тип. им. Сталина). - 28 с.; 22 см.
- Капиталистическое воспроизводство и экономические кризисы / Проф. П. К. Фигурнов ; Воен.-полит. ордена Ленина краснознам. акад. им. В. И. Ленина. - Москва : Воен. изд-во, 1949 (тип. им. Тимошенко). - 72 с.; 20 см.
- Ссудный капитал и кредит : Для воен. училищ / Проф. П. К. Фигурнов ; Воен.-полит. ордена Ленина краснознам. акад. им. В. И. Ленина. - Москва : [б. и.], 1949. - 36 с.; 20 см.
- Строительство социалистической экономики и развитие внешней торговли в европейских странах народной демократии / Проф. П. К. Фигурнов. - Москва : Внешторгиздат, 1955. - 112 с. : граф.; 23 см.
- Мировая система социализма. - Москва : Госполитиздат, 1957. - 88 с.; 20 см.
- Капитал и прибавочная стоимость / Проф. П. К. Фигурнов ; Акад. обществ. наук при ЦК КПСС. Кафедра полит. экономии. - Москва : Изд-во ВПШ и АОН, 1959. - 76 с.; 20 см.
- Доклад об основных вопросах, рассматриваемых в его опубликованных работах, представленных на соискание ученой степени доктора экономических наук. - [Москва] : [Моск. фин. ин-т], [1961]. - 73 л.; 30 см.
- Современный капитализм : (Избр. работы) / П. К. Фигурнов, проф. д-р экон. наук ; Акад. обществ. наук при ЦК КПСС. Кафедра полит. экономии. - Москва : Мысль, 1964. - 458 с.; 21 см.

### Книги на иностранных языках
- Марксистко-ленинската теория за кризите : Стенограма на публична лекция, прочетена в Москва / Проф. П. К. Фигурнов ; Превел А. Македонов. - София : Българска комунистическа партия, 1949. - 49 с.; 17 см.
- Marxisticko-leninovská teoria kríz / Prof. P. K. Figurnov ; Z ruského originalu preložil Jozef Tichý. - Bratislava : Pravda, 1949. - 39 с.; 20 см. - (Svet socializmu; 6).
- Ascuţirea crizei generale a capitalismului în perioada de după război  / Prof. P. Figurnov. - [Bucureşti] : Ed. Partidului muncitoresc român, 1950. - 18 с.; 20 см.
- A válságok marxi-lenini elmélete / Figurnov. - Budapest : Szikra, 1950. - 52 с.; 19 см. - (Marxista ismeretek kis könyvtára; 76).
- Световната социалистическа система / П. К. Фигурнов ; Прев. от рус.: Надя Узунова. - София : Изд-во на Бълг. ком. партия, 1958. - 94 с.; 20 см.

### В качестве редактора
- Развитие экономики и внешнеэкономических связей Китайской Народной Республики / Авт.: Ю. Н. Капелинский, Ю. А. Пекшев, М. С. Панкин и др. ; Под ред. П. К. Фигурнова и М. И. Сладковского ; Науч.-исслед. конъюнктурный ин-т МВТ СССР. - Москва : Внешторгиздат, 1958. - 218 л.; 30 см.
- Положение и борьба рабочего класса капиталистических стран : [Сборник статей] / Акад. обществ. наук при ЦК КПСС. Кафедра полит. экономии ; [Ред. коллегия: проф. П. К. Фигурнов (глав. ред.) и др.]. - Москва : Изд-во ВПШ и АОН, 1959. - 303 с.; 21 см.

### Энциклопедические статьи
- Кризисы, статья в первом издании Большой советской энциклопедии.